# Tossal del Catarro
El Tossal del Catarro és una muntanya de 526 metres que es troba al municipi de Guissona, a la comarca catalana de la Segarra.